# Élection présidentielle américaine de 1836
L'élection présidentielle américaine de 1836 se tient du 3 novembre au 7 décembre et voit l'élection du vice-président sortant, Martin Van Buren, du Parti démocrate, à la présidence des États-Unis. Van Buren est le troisième vice-président sortant à remporter l’élection à la présidence après John Adams et Thomas Jefferson, un événement qui ne se reproduira qu’en 1988. Le président sortant, Andrew Jackson, ne se représentait pas.
L'élection de 1836 est la treizième élection présidentielle américaine et la première où apparaît le Parti whig, qui prend la décision de présenter plusieurs candidats contre Van Buren. Sa stratégie consiste à empêcher Van Buren d'obtenir une majorité absolue du collège électoral, afin de transférer l'élection du Président à la Chambre des Représentants. Cette stratégie échoue. Elle est aussi la seule élection pour laquelle le Sénat doit se substituer au collège électoral pour départager les candidats à la vice-présidence.
L’élection de 1836 fut cruciale pour le développement d'un système stable à deux partis. Après l'élection, presque toutes les factions indépendantes avaient été absorbées par les démocrates ou les Whigs.

## Désignation des Grands Électeurs
Les vingt-six États de l'Union (l'Arkansas et le Michigan l'ayant rejointe) participèrent à la désignation des grands électeurs. Seule la Caroline du Sud procéda encore à leur désignation par la législature de l'État, tous les autres choisissant le vote direct des citoyens, le candidat arrivant en tête emportant tous les mandats.
294 grands électeurs furent désignés et participèrent à l'élection.

## Investiture des candidats

### Parti Démocrate
Le président Jackson ayant décidé de ne pas se représenter, il indiqua sa préférence pour la tenue d'une nouvelle convention démocrate pour désigner les candidats de son parti à la présidence et la vice-présidence.
Celle-ci se déroula à Baltimore, du 20 au 22 mai 1835.
Elle investit Martin Van Buren comme candidat à la présidence à l'unanimité, mais eut quelques difficultés à lui trouver un colistier.
Le représentant du Kentucky Richard Mentor Johnson obtint 178 voix, et William Cabell Rives, un ancien élu Whig de Virginie ayant rejoint récemment les démocrates, 87 voix.
Il fallait les deux tiers des voix (soit 177 voix) pour être désigné. Or, les délégués de Virginie contestèrent l'attribut des 15 mandats du Tennessee à Richard Johnson, compte tenu du fait que celui qui les avait porté n'avait pas été désigné comme délégué dans les règles.
Ils indiquèrent que les démocrates virginiens ne soutiendraient pas Johnson, mais sa désignation fut tout de même entérinée.

### Parti Whig
Le parti Whig s'était constitué durant l'hiver 1833-1834 par le rassemblement du Parti républicain national avec d'autres opposants à Jackson, notamment des anti-maçons, mais aussi des démocrates du Sud favorables à la liberté des États et proches des « annuleurs ».
Il se présentait comme un parti libéral, opposé à l'autoritarisme présidentiel, favorable à la supériorité du Congrès sur le président, et hostile à un fédéralisme excessif qui priverait les États de leurs prérogatives.
L'hétérogénéité idéologique et sociologique du Parti whig, qui fera ensuite sa faiblesse, se manifesta dès cette élection. Il décida de présenter trois candidats différents, dans le but d'empêcher Van Buren d'obtenir une majorité absolue du collège électoral, et transférer l'élection du Président à la Chambre des Représentants.
Le général William Henry Harrison, un ancien héros de la guerre de 1812, et ancien sénateur de l'Ohio, se présenta dans le Connecticut, le Delaware, l'Illinois, l'Indiana, le Kentucky, le Maine, le Maryland, le Michigan, le New Hampshire, le New Jersey, New York, l'Ohio, la Pennsylvanie, Rhode Island et le Vermont.
Hugh Lawson White (en), sénateur du Tennessee, et ardent défendeur de la liberté des États, se présenta dans le Sud, soit en Alabama, dans l'Arkansas, la Géorgie, la Louisiane, le Mississippi, le Missouri, la Caroline du Nord, le Tennessee et la Virginie.
Enfin, le sénateur du Massachusetts Daniel Webster se présenta dans son État.

## Campagne électorale
Il n'y eut pas, à proprement parler, de campagne nationale. Les Whigs multiplièrent les attaques contre Van Buren, y compris en perturbant des séances du Sénat qu'il présidait en tant que vice-président des États-Unis, mais chacun des candidats sur son propre terrain, alors que Van Buren pouvait tout à la fois jouer sur la solidité du Parti démocrate, sur le bilan de l'administration Jackson, et sur son projet.

## Résultats et vote du collège électoral
Les 11 électeurs de Caroline du Sud, désignés par leur législature d'État, votèrent pour le sénateur de Caroline du Nord Willie Person Mangum.
Martin Van Buren fut élu Président des États-Unis.
Le collège électoral ne put départager les candidats à la vice-présidence. Les 23 électeurs de Virginie refusèrent, comme les délégués de cet État à la Convention l'avaient indiqué, de voter pour Richard Johnson, et se portèrent sur William Smith.
| Candidats                                          | Candidats                                        | Candidats       | Grands électeurs | Vote populaire | Vote populaire |
| À la présidence                                    | À la vice-présidence                             | Parti           | Grands électeurs | Voix           | %              |
| -------------------------------------------------- | ------------------------------------------------ | --------------- | ---------------- | -------------- | -------------- |
| Martin Van Buren, Vice-Président                   |                                                  | Parti démocrate | 170              | 764 176        | 50,8 %         |
|                                                    | Richard Mentor Johnson, Représentant du Kentucky | Parti démocrate | 147              |                |                |
|                                                    | William Smith                                    | Parti démocrate | 23               |                |                |
| William Henry Harrison                             |                                                  | Parti whig      | 73               | 550 816        | 36,6 %         |
| Hugh Lawson White, sénateur du Tennessee           |                                                  | Parti whig      | 26               | 146 107        | 9,7 %          |
| Daniel Webster, sénateur du Massachusetts          |                                                  | Parti whig      | 14               | 41 201         | 2,7 %          |
| Willie Person Mangum, sénateur de Caroline du Nord |                                                  | Parti whig      | 11               |                |                |
|                                                    | Francis P. Granger                               | Parti whig      | 77               |                |                |
|                                                    | John Tyler, sénateur de Virginie                 | Parti whig      | 47               |                |                |
| Autres candidats                                   |                                                  |                 |                  | 1 234          | 0,1 %          |
| Total                                              | Total                                            | Total           | 294              | 1 503 534      | 100,00 %       |

## Élection du vice-président par le Sénat
Conformément au XIIe amendement, aucun candidat à la vice-présidence n'ayant obtenu la majorité des voix du collège électoral, le Sénat eut à départager les deux candidats arrivés en tête.
Le démocrate Richard Mentor Johnson obtint 33 voix contre 16 au Whig Francis P. Granger, et fut élu dès le premier tour de scrutin.